# Луна 20
Луна 20 е безпилотен космически апарат, изстрелян от СССР по програмата Луна с цел изследване на Луната.
Апаратът е ускорен към Луната от паркова околоземна орбита.
Апаратът влиза в орбита около Луната на 18 февруари 1972 г. след една корекция на курса.
Първоначалните орбитални параметри са: височина над повърхността от 100 km и инклинация от 65°.
На 21 февруари в 19:13 ст. време двигателите за кацане са задействани в продължение на 267 s.
Малко преди кацане са задействани допълнителните двигатели и в 19:19 е осъществено меко кацане в района на Маре Фекундататис (Mare Fecunditatis / Морето на плодородието).
Мястото на кацане е с координати 3°32' с. ш. и 56°33' и. д., само на 1,8 km от мястото на разбиване на Луна 18 и на 120 km от мястото на кацане на Луна 16.
След кацането са заснети и предадени към Земята панорами на повърхността.
Образец от лунната почва с тегло то 55 g е доставен от механичната ръка и поставен в херметизиран контейнер в горната част на апарата.
Тя е изстреляна към Земята в 22:58 ст. време на 22 февруари 1972 г., като е постигната скорост от 2,7 km/s.
Осъществено е кацане на територията на Казахстан, на остров на река Каркингир, в 19:19 ст. време на 25 февруари 1972 г.
Анализ на образеца показва 50 до 60% древен анортозит (съставен предимно от фелдшпат), за разлика от предимно базалтовия характер на предишния образец доставен от Луна 16.
Част от образеца е предоставена за изследвания на американски и френски учени.